# Ulrich Brandenburg
Ulrich Brandenburg (né le 12 octobre 1950) est diplomate allemand et espérantophone natif. Son dernier emploi avant la retraite a été de 2014 à 2016 celui d’ambassadeur au Portugal.

## Service diplomatique

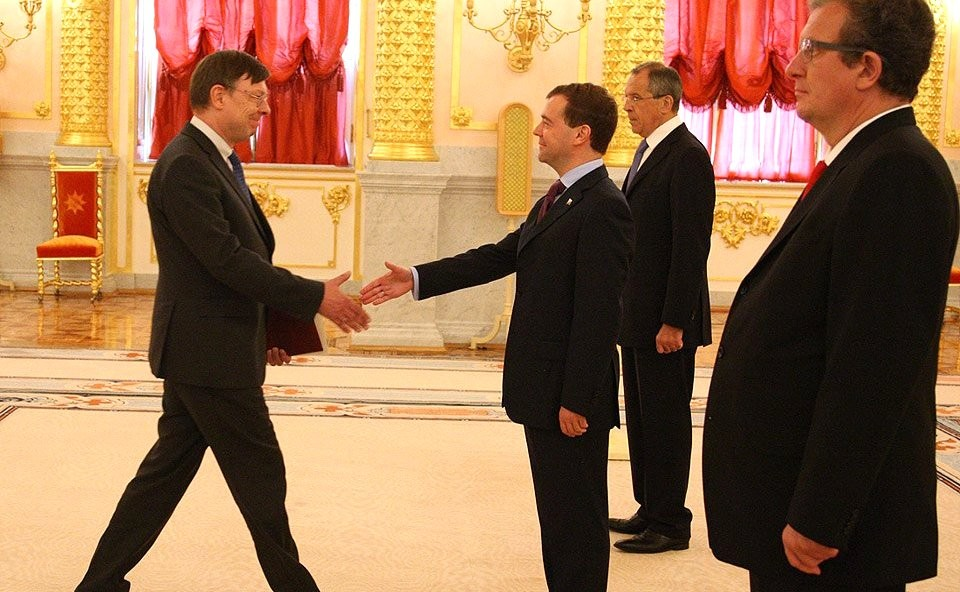
Ulrich Brandenburg tend la main au président russe, Dmitri Medvedev. Le 3 juin 2010. Moscou, Russie

Après des études de langues à Münster et à Paris, il a travaillé comme enseignant. En 1980 Brandenburg a commencé sa carrière dans le service diplomatique de l'Allemagne. Il sert d'abord dans l'ambassade à Bagdad (Irak) entre 1982 et 1984. Plus tard, il a été vice-consul général à Leningrad (union Soviétique) entre 1984 et 1986, et le secrétaire de presse et politique de l'ambassade à Moscou, de 1986 à 1988. Après cela, jusqu'en 1995, il a servi au ministère des Affaires étrangères comme « remplaçant du directeur politique », sauf en 1991-1992, quand il a étudié à l’université Harvard. De 1995 à 1999, il a dirigé une section à l'administration de l'OTAN à Bruxelles. De retour au ministère en 1999, il a travaillé notamment en tant que commissaire pour la Russie, le Caucase et l'Asie centrale et le sous-chef du département politique,. 
Depuis août 2007, il est devenu le représentant permanent de l'Allemagne auprès de l'organisation de l'OTAN à Bruxelles. De 2010 à 2013, il a été ambassadeur d'Allemagne à Moscou. De fin 2014 à 2016, il a été ambassadeur d’Allemagne à Lisbonne.

## Actions en faveur de l’espéranto
Ulrich Brandenburg est l’un des espérantophones parlant la langue depuis plusieurs années qui sont diplomates pour l'Allemagne.
Il était membre actif de l’association des jeunes espérantophones allemands, dont il a été le président en 1974 et 1975. Il a également été rédacteur en chef de la rubrique « soyons positifs », les pages pour les jeunes du bulletin d'information Magazine Espéranto Allemand. Lui et son épouse Barbara sont espérantophones, ils ont élevé leurs deux enfants Jens et Heike en leur enseignant l’espéranto. À l'âge de 8 et 5 ans respectivement, leurs deux enfants ont été comédiens professionnels en 1989 et 1990 dans la pièce de théâtre Kato sur varmega ladotegmento de la troupe Kia Koincido. Le 17 juillet 2010 Ulrich Brandenburg a été élu membre du Comité d’honneur de l'association mondiale d'espéranto. Le 4 juin 2017, il a été élu président de l'association allemande d’espéranto lors du 94e congrès allemand d’espéranto à Fribourg.